# Palatium w Goslarze
Palatium królewskie w Goslarze (niem. Kaiserpfalz) – romański dwór królewski założony na początku XI w. przez cesarza Henryka II u podnóży Rammelsberga na południu miasta Goslar w środkowej części Niemiec. Palatium w Goslarze zastąpiło dotychczasową siedzibę cesarską w Werli. Rezydując w Goslarze władcy mogli sprawować lepszą kontrolę nad pobliskimi kopalniami kruszców, szczególnie srebra.
Palatium zostało rozbudowane przez Henryka III w latach ok. 1045-50, stając się najważniejszą siedzibą władców z dynastii salickiej. Dwór obejmował: dom cesarski (niem. Kaiserhaus), kolegiatę św. Szymona i Judy, kaplicę św. Ulryka oraz kościół Najświętszej Marii Panny (niem. Liebfrauenkirche). Dom cesarski jest największą, najstarszą i zarazem najlepiej zachowaną budowlą świecką z XI w. na terenie Niemiec. Już XI-wieczny kronikarz Lampert z Hersfeld pisał o goslarskim palatium jako "najsłynniejszej siedzibie Rzeszy".
Palatium cesarskie jest jednym z najznamienitszych zabytków goslarskiego historycznego miasta, które w 1992 zostało wpisane wraz z kopalnią w Rammelsbergu na listę dziedzictwa kulturowego UNESCO.

## Rozmieszczenie budowli palatium
Palatium cesarskie zbudowano na południu miasta Goslar na wzniesieniu Liebfrauenberg. Centralną budowlą palatium stał się dom cesarski (niem. Kaiserhaus) stojący po stronie zachodniej. Na północy usytuowany był kościół Najświętszej Marii Panny (niem. Liebfrauenkirche), który nie zachował się do czasów obecnych – widoczne są jedynie jego fundamenty. Na południu znajduje się kaplica św. Ulryka, połączona obecnie z domem cesarskim przejściem arkadowym z XIX w. Na wschodzie, naprzeciwko domu cesarskiego wznosiła się kolegiata św. Szymona i św. Judy, z której zachował się jedynie północny przedsionek (niem. Vorhalle). Zarys fundamentów kolegiaty został wkomponowany w znajdujący się tu obecnie parking. W skład palatium wchodziły również rozmaite zabudowania mieszkalne i gospodarcze: panów, ministeriałów oraz świty cesarskiej. Całość otoczona była murem.
Najbliższe palatia znajdowały się w Werli oraz w Dahlum.

## Architektura palatium

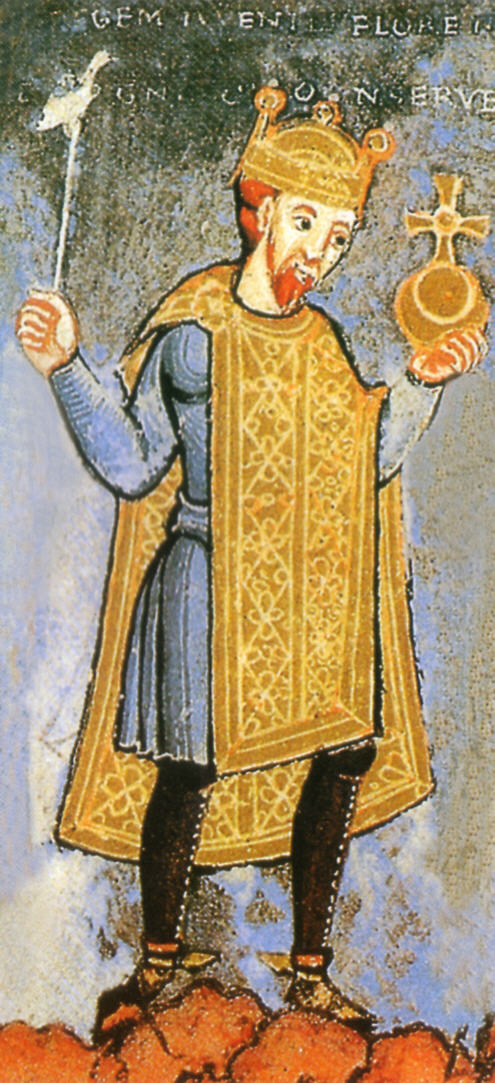
Cesarz Henryk III

Palatium powstało najprawdopodobniej na bazie królewskiej posiadłości myśliwskiej, którą rozbudował Henryk II na początku XI w. Dalsza rozbudowa nastąpiła za panowania Konrada II, który miał położyć kamień węgielny pod budowę kościoła Najświętszej Marii Panny (niem. Liebfrauenkirche). Prace zostały ukończone za czasów jego syna Henryka III, który w 1048 wezwał do Goslaru jednego z najsłynniejszych budowniczych owych czasów, późniejszego biskupa Osnabrück (1068-1088), Benno II. Po ponad 10 latach, na początku lat 50. XI w., nowy dom cesarski wraz z kolegiatą św. Szymona i Judy stanęły gotowe na przyjęcie cesarza. Nieznana jest do końca data powstania (poświęcenia) kaplicy św. Ulryka. Domniemywa się, że jej budowa przypadać może na czasy Henryka III, Henryka V albo nawet dopiero Lotara III z Supplinburga.

### Dom cesarski
Dom cesarski o wymiarach ok. 54 m długości na ok. 18 m szerokości stanowi największą świecką budowlę swoich czasów.
Centralną część oryginalnego domu wyznaczały dwa piętra sal, położonych jedna nad drugą, o wymiarach ok. 47 m długości na ok. 15 metrów szerokości. Obydwie sale posiadały sufity z bali, podtrzymywane pośrodku przez rząd kolumn. Górna sala była przeznaczona dla cesarza i jego świty, dolna zaś dla dworzan niższej rangi.
Tron cesarski stał na drugim piętrze, w sali górnej wysokiej na 7 m, pośrodku ściany zachodniej. Ścianę wschodnią przecinał rząd okien, z których rozciągał się widok na cały teren palatium oraz znajdującą się naprzeciwko domu katedrę. Środkowe okno drugiego piętra wychodziło na wspartą na kolumnach loggię, a po jego obydwu stronach znajdowały się trzy okna zakończone romańskimi okrągłymi łukami. Żadne z okien nie było przeszklone – strona wschodnia uchodziła za zawietrzną stronę budynku, przez co była mniej narażona na wpływ pogody.
Od północy, górna i dolna sala graniczyły z dwupiętrowym budynkiem mieszkalnym, którego górna część przeznaczona była najprawdopodobniej dla cesarza i jego rodziny. Z górnych pomieszczeń wiodły bezpośrednie przejścia do górnej sali, a także do kościoła NMP.
Za panowania Henryka V, na początku XII w., przeprowadzono kolejne prace budowlane i dodano od strony południowej bliźniaczy budynek mieszkalny. W 1132 zawaliła się środkowa część budynku, którą jednak niezwłocznie odbudowano. Przy czym na całej wysokości budowli dobudowano na środku skrzydło poprzeczne a przed środkowymi drzwiami wejściowymi wzniesiono przedsionek, który jednocześnie zaczął służyć jako balkon dla drugiego piętra. Na dotychczasowym stromym dachu pokrytym łupkami wyniesiono jeden szczyt. Ponadto niektóre okna otrzymały zamknięcia, a arkady okienne parteru zostały zastąpione kwadratowymi oknami. W domu założono również rodzaj ogrzewania podłogowego.
U stóp południowych schodów prowadzących do domu znajdują się pozostałości fundamentów wskazujących na pierwszą budowę Henryka II.

### Dawna kolegiata św. Szymona i Judy

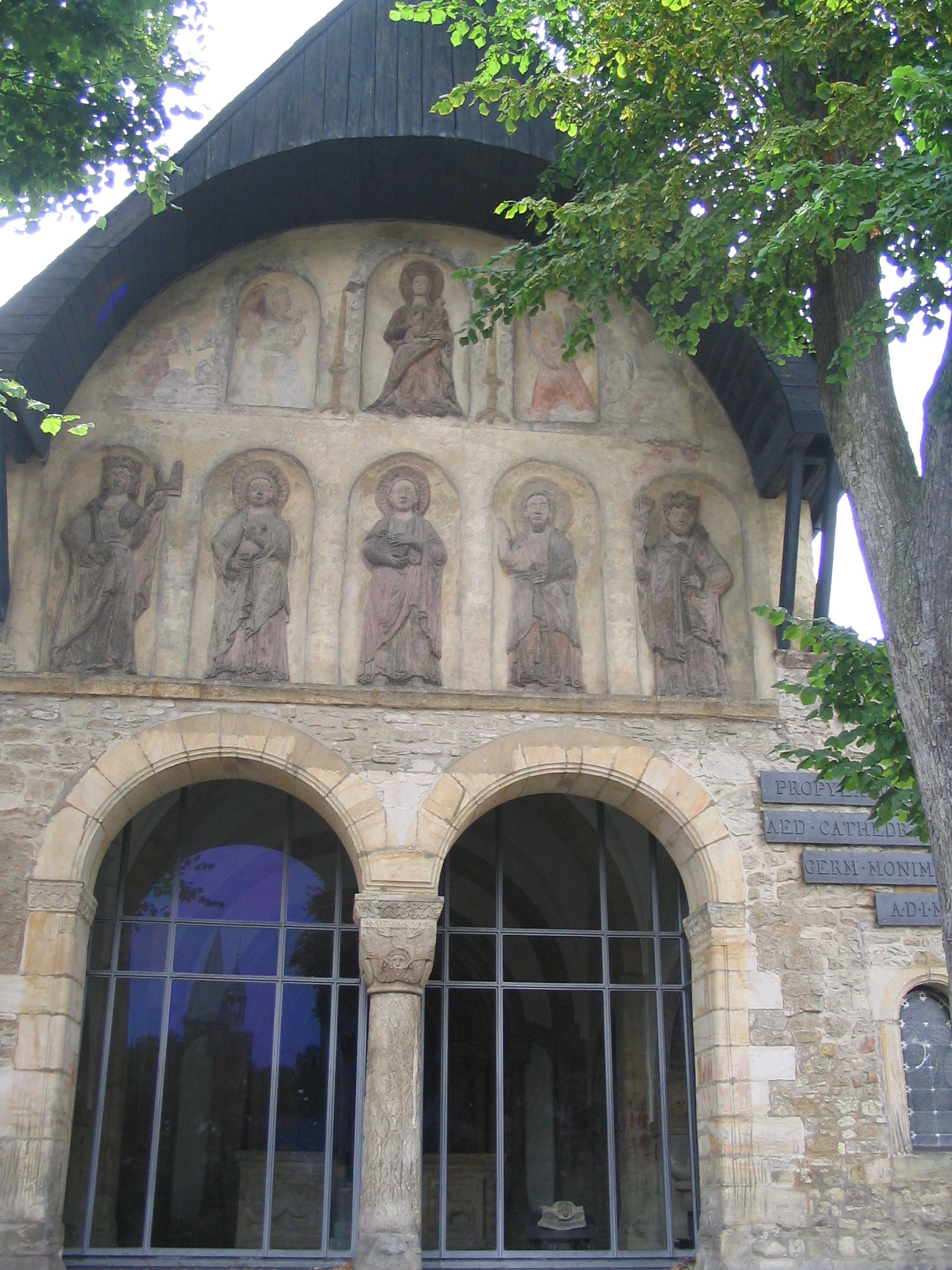
Palatium w Goslarze: północny przedsionek katedry

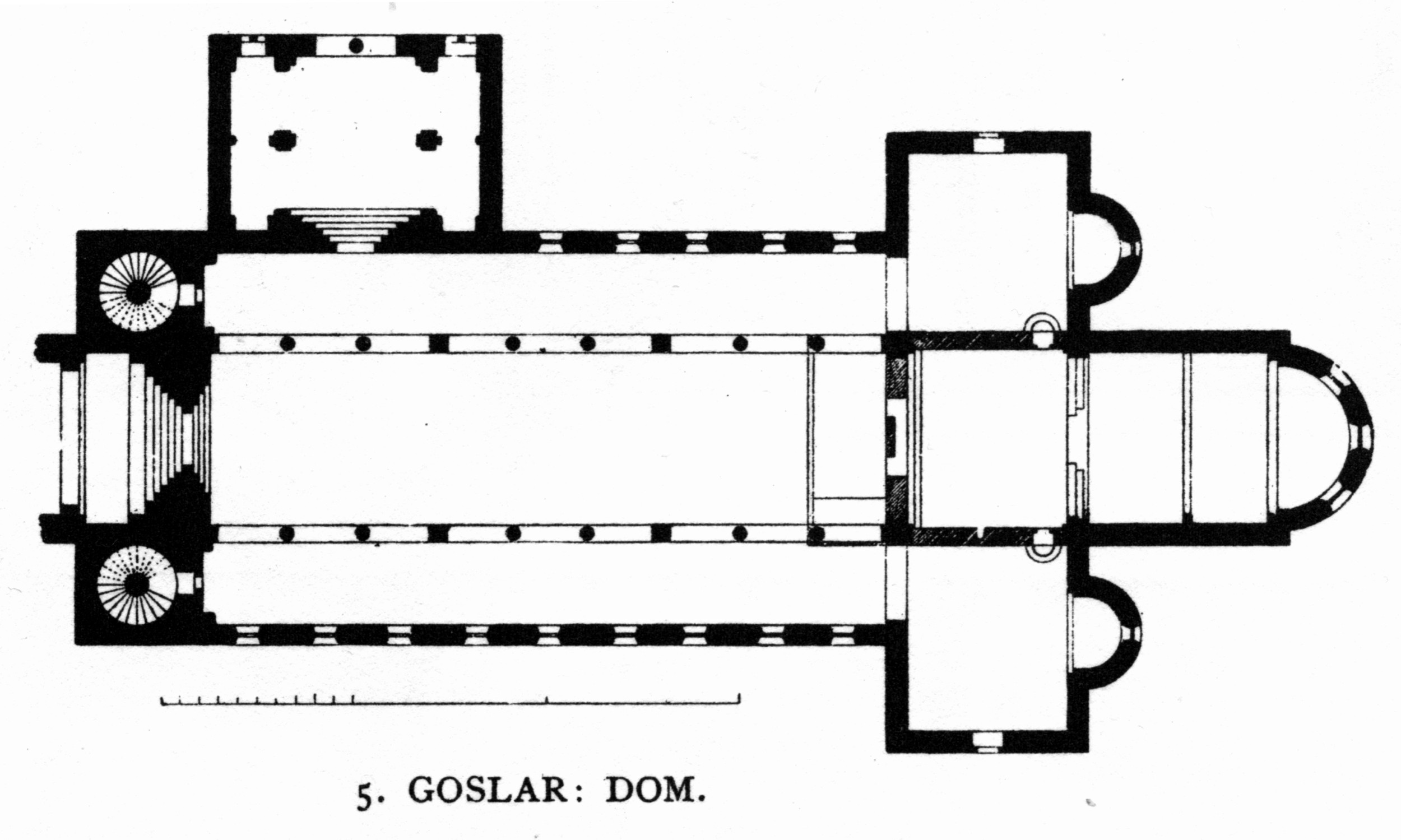
Plan katedry w Goslarze, kolegiaty św. Szymona i św. Judy

Kolegiata była trójnawową bazyliką z transeptem, trzema apsydami po stronie wschodniej, westwerkiem z dwoma ośmiokątnymi wieżami oraz dobudowanym piętrem dla dzwonnicy, a także skromnym narteksem. Pod chórem znajdowała się krypta, a nad skrzyżowaniem nawy środkowej z transeptem kolejna wieża.
Kościół został poświęcony św. Szymonowi oraz św. Judzie 2 lipca 1051 r. przez arcybiskupa Hermana z Kolonii. W owym czasie bazylika była największą budowlą sakralną na wschód od Renu i stała się wzorem dla wielu budowniczych kościołów w Niemczech północnych, np. katedry brunszwickiej.
W 1819 kolegiata nazywana katedrą goslarską została sprzedana jako źródło materiałów budowlanych.

### Przedsionek katedry
Ok. 1150 katedra otrzymała przedsionek dobudowany do portalu północnego. Jest to jedyny element architektoniczny katedry zachowany do dziś. Dawny portal północny stanowi tylną ścianę zachowanej budowli. Ściana frontowa udekorowana jest dwoma rzędami niszy – w niszy środkowej rzędu górnego znajduje się figura Marii z dzieciątkiem Jezus otoczona przez postaci aniołów. Dolny rząd przedstawia (w kolejności od lewej do prawej): cesarza Henryka III, patronów katedry św. Szymona, św. Mateusza oraz św. Judę, oraz figurę bliżej niezidentyfikowanego cesarza.
Obecnie w przedsionku wystawiony jest tron cesarski, który znajdował się wcześniej w katedrze. Pokryte brązem oparcia tronu zdobią ornamenty pochodzące z II poł. XI w. Otaczające tron szafy z piaskowca, datowane na lata wcześniejsze, pokryte są dekoracjami przedstawiającymi romańskie figury zwierząt oraz stworzeń baśniowych. Tron służył już prawdopodobnie Henrykowi IV. Obok tronu Karola Wielkiego w Akwizgranie, jest to jedyny zachowany do dzisiaj tron rzymskiego cesarza z okresu średniowiecza. Tron został nabyty w latach 40. XIX w. przez księcia Karola Pruskiego, który wystawił go w stylizowanej na średniowiecze części pałacu Glienicke pod Poczdamem. Tron służył również cesarzowi Wilhelmowi I z dynastii Hohenzollernów w czasie otwarcia pierwszego posiedzenia niemieckiego Reichstagu 21 marca 1871.

### Kaplica św. Ulryka
Kaplica św. Ulryka posiada dwa piętra. Część dolna zbudowana jest na planie równoramiennego krzyża greckiego z trzema apsydami. Część górna natomiast bazuje na ośmiokącie z jedną apsydą. Jest to rozwiązanie architektoniczne unikatowe na skalę Niemiec. Kwadratowy otwór nad skrzyżowaniem ramion krzyża stanowi połączenie pomiędzy parterem a piętrem, które przeznaczone było pierwotnie dla cesarza i jego rodziny. Kolejne połączenie pomiędzy dolną a górną częścią kaplicy zapewnia wieża z klatką schodową, znajdująca się pomiędzy północnym a zachodnim ramieniem krzyża. Wieża ta była wcześniej połączona bezpośrednio z południową częścią mieszkalną domu cesarskiego.
W dolnej części kaplicy, na skrzyżowaniu ramion krzyża, znajduje się sarkofag z ozdobną płytą przedstawiającą naturalnej wielkości postać leżącego cesarza Henryka III. Głowa władcy spoczywa na poduszce, u jego stóp leży pies. W prawej ręce cesarz dzierży berło, a w lewej model kościoła. W sarkofagu znajduje się ośmiokątna, pozłacana kapsuła, w której spoczywa serce Henryka III, pochowane w Goslarze na prośbę cesarza. Ciało Henryka III znajduje się w grobowcu katedry w Spirze.

### Kościół NMP
Kościół Najświętszej Marii Panny (niem. Liebfrauenkirche) opierał się na kwadratowej części środkowej o boku ok. 10 m, do której od wschodu przylegały trzy apsydy, a od zachodu westwerk z dwoma okrągłymi wieżami. Budowla była dwupiętrowa. Dolna część kościoła z wejściem od strony południowej przeznaczona była dla dworzan niższych rangą. Górna część, połączona bezpośrednio z domem cesarskim, służyła cesarzowi i jego rodzinie.
Kościół NMP nie zachował się do czasów obecnych – widoczne są jedynie jego fundamenty.

## Wydarzenia historyczne związane z palatium
- 1050 – narodziny cesarza Henryka IV
- 1056 – wizyta papieża Wiktora II, który przybywał w gościnie cesarza Henryka III przez kilka tygodni. Wiktor II był również przy śmierci Henryka III w Bodfeld w Harzu i poparł przejęcie władzy przez wdowę po Henryku III, cesarzową Agnieszkę.
- Zielone Świątki 1063 – krwawy spór w katedrze pomiędzy biskupem Hezilo z Hildesheim a opatem Fuldy Wideradem w sprawie porządku obrad. Świadkiem tych wydarzeń był młody Henryk IV.
- Lato 1073 – ucieczka Henryka IV przed powstańcami saksońskimi do Harzburga
- Święta Bożego Narodzenia 1075 – Henryk IV otrzymuje pismo papieża Grzegorza VII z groźbą ekskomuniki; rozpoczyna się spór o inwestyturę
- 1081 – koronacja i namaszczenie antykróla Henryka IV, Hermana z Salm
- 1152-1188 – palatium w Goslarze staje się jednym z obiektów sporu pomiędzy cesarzem Fryderykiem I a księciem Saksonii Henrykiem Lwem.
- Lipiec 1219 – obrady Reichstagu, Fryderyk II Hohenstauf otrzymuje insygnia władzy po klęsce politycznej Ottona IV.

## Upadek i odbudowa
W 1253 r. miała miejsce ostatnia wizyta niemieckiego króla w palatium – Wilhelma Holenderskiego. Wkrótce potem dwór zaczął podupadać. W 1289 pożar zniszczył wiele zabudowań, zburzono też młodsze budynki mieszkalne. W 1290 palatium przeszło w posiadanie miasta Goslar. Górna i dolna sala domu cesarskiego służyły jako pomieszczenie sądu miejskiego oraz sądu kraju Saksonii. Często jednak sale te były wykorzystywane jako składy i magazyny, np. w poł. XVI w. sale domu cesarskiego oraz pokoje starszego budynku mieszkalnego służyły jako spichlerz zboża.
Kaplica św. Ulryka była wykorzystywana od 1575 jako więzienie. Wieże kościoła NMP zawaliły się w 1672, a pozostała część budowli w 1722. Pozostałe rumowisko sprzedano jako materiał budowlany.
Mury katedry zaczęły się walić już w 1331, w 1530 przewróciła się jedna z wież. W 1802 z kościoła pozostała już jedynie ruina, którą sprzedano w 1819 za 1504 talary jako źródło materiałów budowlanych. Z katedry ostał się jedynie jej północny przedsionek.
W 1865 zawaliły się mury domu cesarskiego. Rada miasta Goslar skłaniała się do zburzenia budowli, jednak państwowa komisja zdecydowała o jego odbudowie. Prace rozpoczęły się w 1868. W 1875 cesarz Wilhelm I odwiedził plac budowy, co wzmocniło status projektu jako przedsięwzięcia wagi państwowej. W 1879 zakończono prace, w czasie których popełniono jednak liczne błędy architektoniczne – dodano elementy niezgodne z oryginalnym wyglądem obiektu: przejście arkadowe pomiędzy domem cesarskim a kaplicą św. Ulryka, schody przed wejściem wschodnim, kopie lwów brunszwickich oraz obrazy cesarza Fryderyka I Barbarossy oraz Wilhelma I. We wnętrzach zaś umieszczono monumentalne malowidła o tematyce historycznej.
W latach 1913-14 oraz w 1922 prowadzono serie prac archeologicznych pod kierunkiem profesora Uvo Hölschera, które doprowadziły do odkrycia fundamentów kościoła NMP.
Palatium cesarskie jest jednym z najznamienitszych zabytków goslarskiego historycznego miasta, które w 1992 zostało wpisane wraz z kopalnią w Rammelsbergu na listę dziedzictwa kulturowego UNESCO.